# Ловчански сборник
Ловчански сборник е среднобългарски хартиен ръкопис със смесено съдържание.
Ловчанският сборник е датиран преди 1331 г. Според бележка върху корицата му е преписан от монаха Пахомий по времето, когато деспот в „богоспасаемия град“ Ловеч е бъдещият цар Иван Александър. Има енциклопедичен характер. Съдържа богословско-религиозни текстове и други съчинения, предназначени за домашно четиво, като Гръмник, Коледник и откъси от няколко „Шестоднев“. Съхранява се в Библиотеката на Академията на науките (Санкт Петербург, сигнатура 13.3.17).
Името „Ловчански сборник“ носят още три сборника:
1. Ловчански сборник („Попфилипов сборник“) е преписан от поп Филип за цар Иван Александър през 1345 г. Наподобява по съдържание сборника на Пахомий. Включва съчинения, четени в дома на царското семейство: разкази, поучения, апокрифни творби. Съхранява се в Държавния исторически музей (Москва, сигнатура Синод. 38).[3]
2. Ловчански сборник от XV или XVI в. принадлежи на ловешкия учител Михаил Хаджинеделчев. След смъртта му е изгубен.[4] Съдържал летописа на Георги Амартол, част от пътепис за пътуване на поклонници до Палестина „Слово за Светите места в Ерусалим“. Публикувано е най-напред в известния Бдински сборник от 1360 г., както и част от кратък пътепис, озаглавен „Наблюдение на вселената“. И трите текста са преводни, но обогатени с добавки от Константин Костенечки. В приписка към сборника се казва, че патриарх Евтимий е заточен в „Стенимах“ (Станимака или близкия Бачковски манастир), „където дочака края на живота си, оставяйки много писания за живота на светиите“.[5]
3. Ловчански религиозен сборник от 1618 г. В него са описани характерните особености на 72 народа в света.